# Mons Hansteen

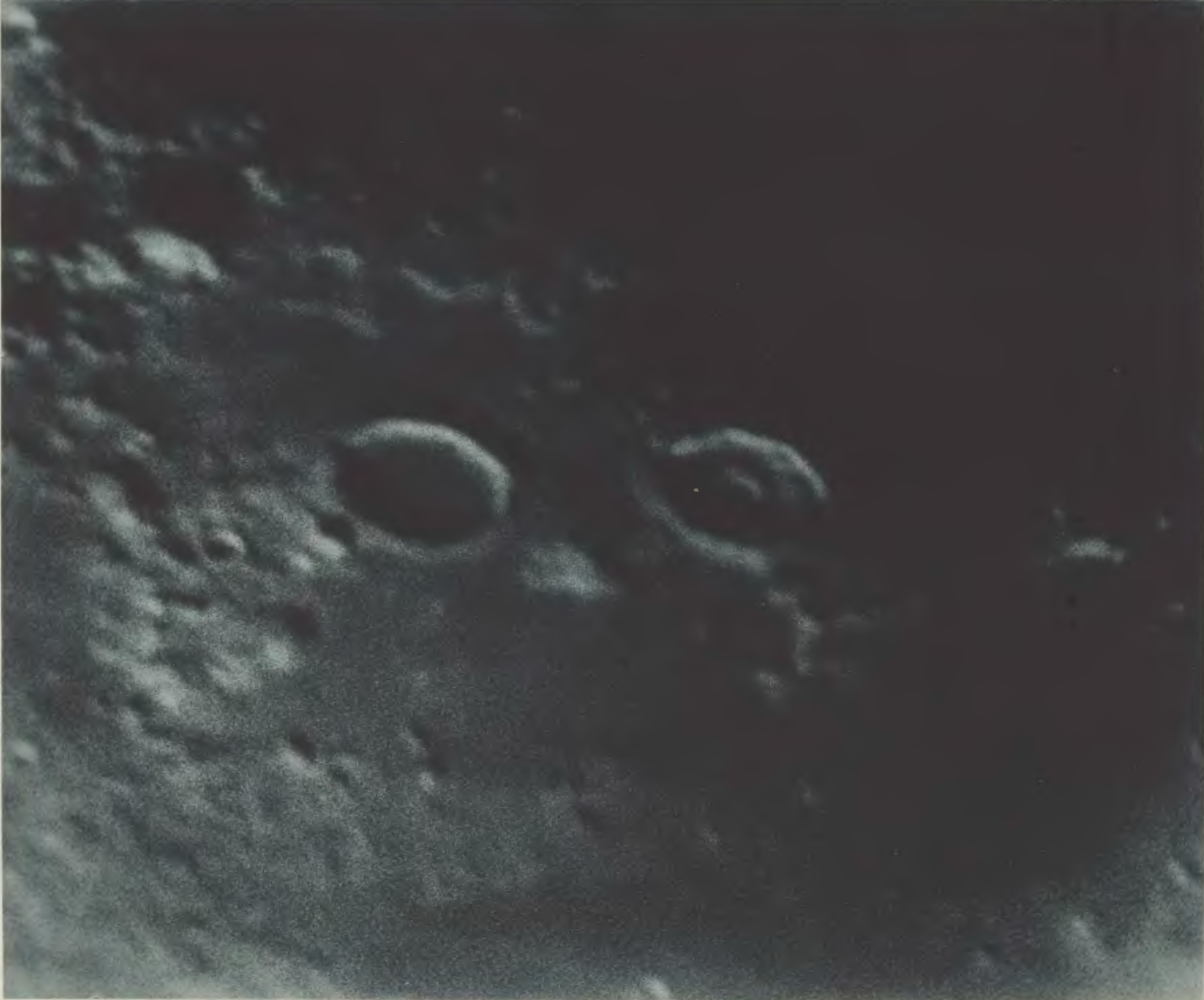
Přibližně uprostřed snímku je dvojice kráterů Billy (vlevo) a Hansteen (vpravo), světlá ploška mezi nimi je Mons Hansteen.

Mons Hansteen je horský masiv trojúhelníkového obrysu severně od zatopeného kráteru s tmavým dnem Billy a východo-jihovýchodně od kráteru Hansteen (podle něhož je pojmenován) v jižní části Oceánu bouří (Oceanus Procellarum) na přivrácené straně Měsíce. Leží na ploše o průměru přibližně 30 km, střední selenografické souřadnice jsou 12,2° J a 50,2° Z. Masiv za strmého slunečního osvětlení jasně září.

## Název
Horský masiv je pojmenován podle blízkého kráteru Hansteen, jenž nese jméno po norském geofyzikovi a astronomovi Christopheru Hansteenovi.